# Joël Bêty
Joël Bêty, né le 16 juin 1973, est un chercheur et professeur canadien.
Biologiste spécialisé en écologie animale terrestre, particulièrement dans le Grand Nord canadien, ses découvertes sur les migrations aviennes permettent une approche nouvelle du comportement de ces oiseaux et lui valent le titre de scientifique de l'année 2010 au Canada, récompense attribuée par la Société Radio-Canada.

## Biographie
Originaire de Saint-Narcisse-de-Beaurivage au Québec, il obtient en 1995 un Baccalauréat en sciences en biologie à l'Université de Sherbrooke, puis en 2001 un Philosophiæ doctor dans le même domaine à l'Université Laval, dont le sujet de thèse : Interactions trophiques indirectes, prédation et stratégies de reproduction chez l’Oie des neiges nichant dans le Haut-Arctique. montre déjà l'orientation qu'il donnera à sa carrière. De 2001 à 2004, il est chercheur postdoctoral à l'Université du Nouveau-Brunswick, puis à l'Université Simon Fraser, Colombie-Britannique.
En 2004, il devient professeur à l'Université du Québec à Rimouski, où il poursuit ses recherches en biologie animale, et professeur associé à l'Université Laval en 2007.

## Thèmes de recherches
- Écologie des communautés animales terrestres et stratégies de reproduction des animaux.
- Impact des changements climatiques sur la faune avienne.
- Impact des changements climatiques sur la dynamique trophique de la toundra arctique.
- Migration et reproduction chez les oiseaux de l'Arctique (oies, canards, limicoles et rapaces).

## Les bénéfices de la migration arctique
Les scientifiques ont toujours été incertains des bénéfices pouvant compenser les coûts énergétiques et les risques importants (prédation lors de la migration, froid, nourriture peu abondante, une seule chance de reproduction annuelle) reliés aux migrations aviaires vers le Grand Nord. Quelques hypothèses prévalaient : journées de vingt-quatre heures, diminution du parasitisme, risques microbiens moindres, faible nombre de prédateurs.
L'étude menée par le professeur Bêty a montré qu'un succès reproductif bien plus élevé serait le principal incitateur de ce comportement.
De 2005 à 2008, secondé par Mme Laura McKinnon, il a dirigé dans le Grand Nord canadien, une étude de grande envergure, dont les résultats ont été produits en 2010, publiés dans un article de fond de la revue Science.
L'étude consistait à simuler des nids d'oiseaux limicoles, au début et à la fin de la période de couvaison. Plus de 7 000 œufs de caille (qui ressemblent aux œufs des limicoles) ont été déposés dans 1 555 nids sur 7 sites. Pendant 7 à 9 jours, quatre années de suite, le taux de prédation a été noté. Les principaux prédateurs de nids dans l'Arctique sont le Renard polaire surtout, mais aussi le labbe, le goéland et le corbeau.
Les résultats montrent que le risque de prédation des œufs diminue très régulièrement du sud au nord, de 3,6 % par degré de latitude, se réduisant des deux-tiers sur une distance de 3 350 km.

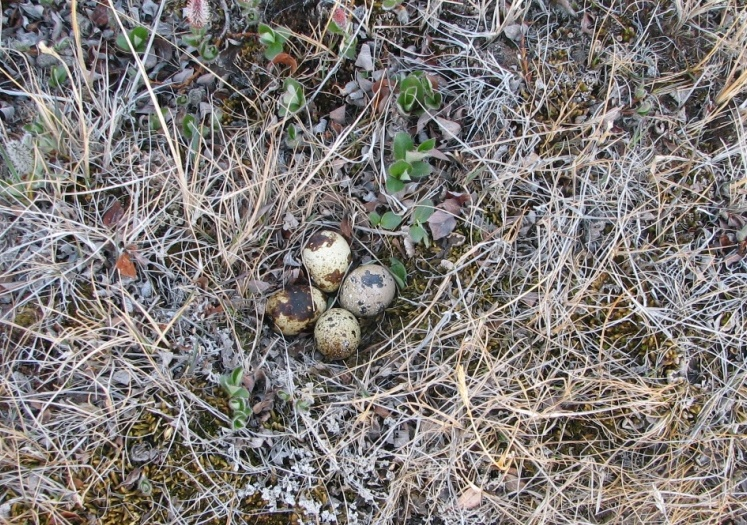
Œufs de caille dans un nid artificiel
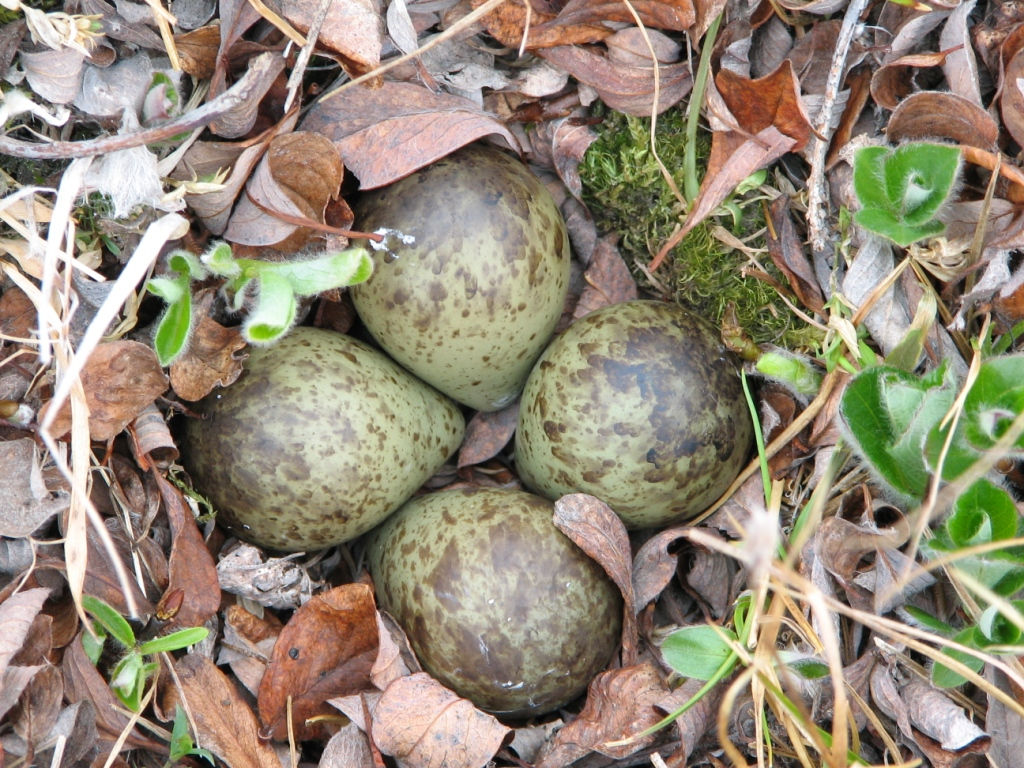
Œufs de bécasseau à croupion blanc
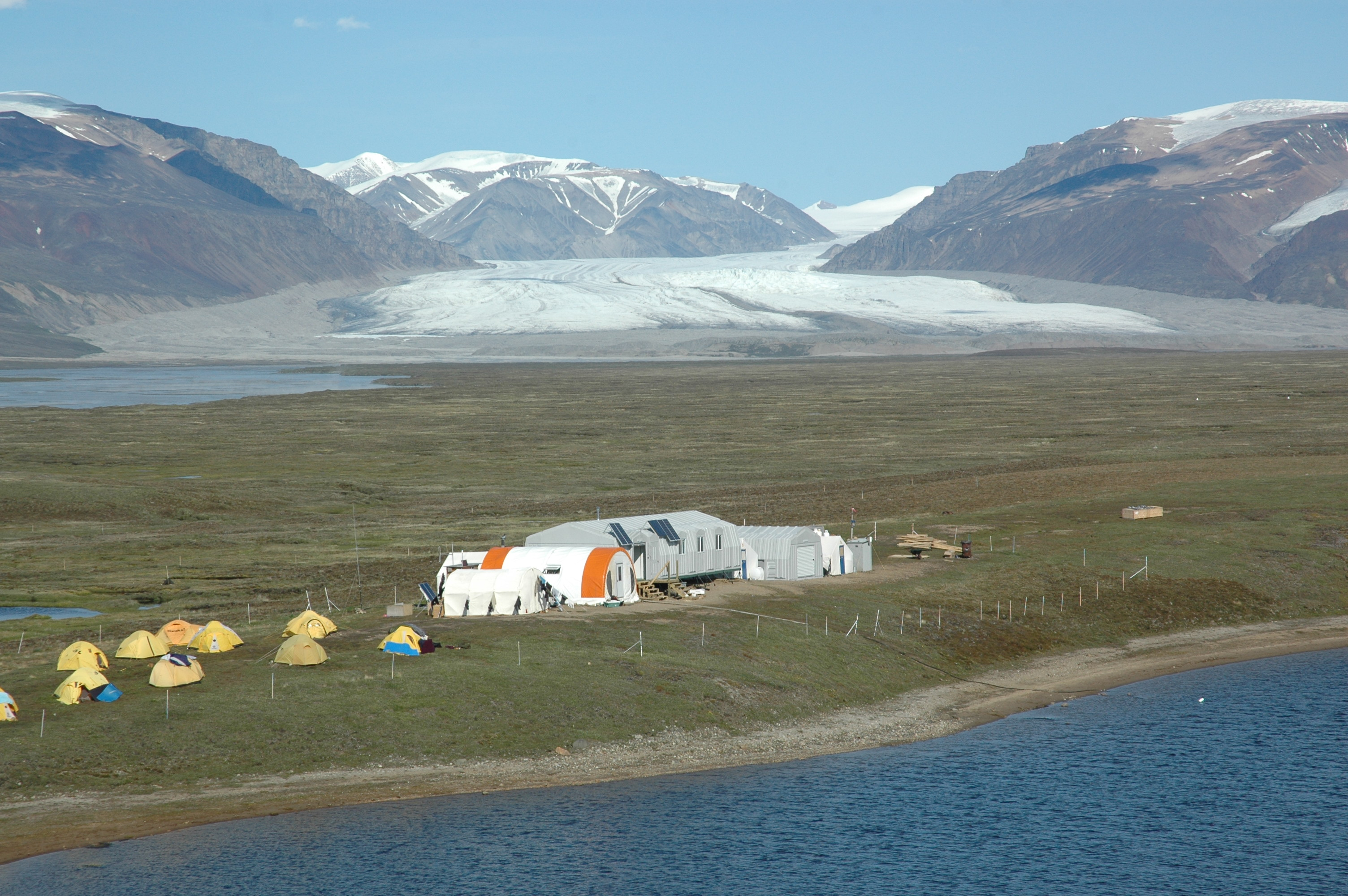
Station de recherche de l'île Bylot (Nunavut)

## Publications
- M. Morrissette, J. Bêty, G. Gauthier, A. Reed, J. Lefebvre, « Climate, Trophic Interactions, Density Dependence and Carry-over Effects on the Population Productivity of a Migratory Arctic Herbivorous Bird », dans Oikos, vol. 119, 2010. p. 1181-1191.
- O. P. Love, H. G. Gilchrist, S. Descamps, C. A. D. Semeniuk et J. Bêty, « Pre-laying Climatic Cues Can Time Reproduction to Optimally Match Offspring Hatching and Ice Conditions in an Arctic Marine Bird », dans Oecologia, vol. 164, 2010, p. 277-286.
- L. McKinnon, P. A. Smith, E. Nol, J. L. Martin, F. I. Doyle, K. F. Abraham, G. Gilchrist, R. I. G. Morrison, J. Bêty, « Lower Predation Risk for Migratory Birds at High Latitudes », dans Science, vol. 327, 2010, p. 326-327.
- S. Descamps, G. Gilchrist, J. Bêty, I. Buttler, M. Forbes, « Costs of Reproduction in a Long-lived Bird : Large Clutch Size Reduces Survival in the Presence of an Infectious Disease », dans Biology Letters (en), vol. 5, 2009, p. 278-281.
- J. Bêty, G. Gauthier et J.-F. Giroux, « Body Condition, Migration and Timing of Breeding in Snow Geese : A Test of the Condition-dependent Model of Optimal Clutch Size », dans American Naturalist, vol. 162, 2003, p. 110-121.
- G. Gauthier, J. Bêty, et K. Hobson, « Are Greater Snow Geese Capital Breeders ? New Evidence from a Stable Isotope Model », dans Ecology, vol. 84, 2003, p. 3250-3264.
- J. Bêty, G. Gauthier, E. Korpimäki, et J.-F. Giroux, « Shared Predators and Indirect Trophic Interactions : Lemming Cycles and Arctic-nesting Geese », dans Journal of Animal Ecology, vol. 71, 2002, p. 88-98.
- J. Bêty, G. Gauthier, J.-F. Giroux, et E. Korpimäki, « Are goose Nesting Success and Lemming Cycles Linked ? Interplay Between Nest Density and Predators », dans Oikos, vol. 93, 2001, p. 388-400.

## Prix et récompenses
- Récipiendaire du Annual Award for Arctic Research Excellence in Life Sciences[6],[7]. Ce prix souligne l’excellence d'un jeune chercheur œuvrant en milieu arctique (2002).
- Récipiendaire du Marcia Brady Tucker Travel Award[8], Seattle, États-Unis (2001).
- Scientifique de l'année 2010 au Canada[9], titre décerné par la Société Radio-Canada.